# Sân bay Guaymaral
Sân bay Guaymaral (ICAO: SKGY) là một sân bay tọa lạc ở Bogotá, Colombia, phía tây bắc thành phố với ranh giới các thị xã Cota và Chía. Sân bay này chủ yếu phục vụ hàng không tổng hợp loại A và B. Đây là căn cứ cho các trường huấn luyện như Aeroandes và Aeroclub de Colombia

## Hãng hàng không
- T.A.C.A.
- TAC

## Máy bay
- Cessna 172
- Cessna 152
- Piper PA 28